# Calomnion melanesicum
Calomnion melanesicum là một loài rêu trong họ Calomniaceae. Loài này được H.A. Mill. mô tả khoa học đầu tiên năm 1987.